# Entoni Burden
Entoni Majkl Burden (engl. Anthony Michael Bourdain; Njujork, 25. jun 1956 — Strazbur, 8. jun 2018) bio je poznati američki kuvar, pisac i televizijsko lice. Rođen je u Njuјоrku, a detinjstvo je proveo u Lioniju, Nju Džerzi. Francuskog je porekla. Za sebe je govorio da je odgajan bez religije, jer mu je otac bio katolik, a majka Jevrejka.

## Školovanje
Želju za kuvanjem je dobio još u detinjstvu, kada je prvi put probao ostrige na ribarskom čamcu.
Tada počinje njegovo školovanje u Dvajt - Englvud  školi, u kojoj je i maturirao 1973. godine. Zatim upisuje Vasar koledž , ali posle dve godine odustaje. U isto vreme je radio u restoranu morske hrane u Provanstaun - u, Masačusets . Odlučuje da nastavi svoje školovanje i završava Američki kulinarski institut  u Njujorku 1978.

## Objavljene knjige
- 2000. godine. Ovo delo ga je najviše proslavilo i proglašeno je bestselerom Njujork Tajmsa.
- 2001. godine, još jedan bestseler Njujork Tajmsa. U ovoj knjizi prikazao je njegova iskustva sa hranom i prirodnim lepotama zemalja koje je obišao.
- , 2006. godine. Ova knjiga predstavlja nastavak prethodne i prikazuje hranu koja se može lako pripremiti, takođe proglašena bestselerom.[3]
- , njegova poslednja knjiga izdata 2010. godine. Predstavlja nastavak knjige Kitchen Confidental.

## Televizijske emisije
- Emisija Kulinarska turneja, nastala po istoimenoj knjizi  2002. godine.
- Emisija Bez rezervacije,  2005. godine. Koncipirana na principu putovanja i prikazivanja kultura drugih naroda kroz njihovu kuhinju.
- Bio je na mestu sudije u rijaliti takmičenjima za najboljeg kuvara u Americi pet puta, a U osmoj sezoni je proglašen za najboljeg kuvara. Pojavljuje se i kao glavni sudija na ABC takmičenju The Taste (srp. Ukus) 2013. godine.
- Sopstvenom liku u crtanom filmu Simpsonovi pozajmljuje glas 2011. godine.
- 2011. godine snimio je seriju Layover, koja ima 10 epizoda u trajanju od po sat vremena. U svakoj epizodi prikazuje grad koji se može obići za 24-48 sati.
- Njegova poslednja serija je Parts Unknown (srp. Nepoznati predeli), snimljena 2013. godine za BBC televiziju. Ova emisija se fokusira samo na kulinarskim kulturama.

## Privatni život
Burden je bio venčan sa Nensi Putkoski (Nancy Putkoski), 1980. - 2000. godine. A 2007. godine venčao se sa Otaviom Busio (Ottavia Busia) i iste godine dobio ćerku Arianu (Ariane).

## Smrt
Burdejn se nalazio u Francuskoj gde je radio na novoj epizodi svoje serije na CNN-u. Njegov bliski prijatelj pronašao je beživotno telo Entonija u hotelskoj sobi. Burdejn je izvršio samoubistvo.

## Nagrade i Nominacije
- Pisac godine o hrani 2001. godine od strane Bon apetit magazina za delo Kitchen confidental.
- Nagrada za knjigu o hrani 2002. godine od strane gilde (udruženja) pisaca o hrani za delo A Cook's Tour.
- Epizoda Bejrut emisije No Reservation iz 2006. godine je nominovana za Emi  nagradu 2007. godine.
- 2008. godine pristupio je fondaciji James Beard Who's Who of Food and Bavarage in America.
- Emisija No Reservation 2009. i 2011. godine dobija nagradu za izvanrednu kinematografiju.
- 2010. godine nominovan je za izrazitu kreativnost pri pisanju scenarija.
- 2012. godine emisija No Reservation dobija nagradu kritike za najbolju rijaliti seriju.
- 2013. godine program The Taste je nominovan za Emi  nagradu.
- 2014. godine serija Parts Unknown osvaja Emi nagradu.
- Kao poslednju nagradu osvaja 2014. Peabody award za seriju Parts Unknown.

## Zanimljivosti
U julu 2006. godine tokom snimanja epizode emisije No Reservation u Bejrutu je počeo izraelsko - libanski rat. Entoni Burden se našao u centru sukoba, ali je ipak snimio epizodu do kraja.

## Literatura
- Bourdain, Anthony A Cook's Tour. .

## Spoljašnje veze
- Zvanični sajt kanala 24kitchen
- Entoni Burden на веб-сајту  (језик: енглески)
- Intervju Entonija Burdena za časopis The Guardian